# Chris Holloway
Pour les articles homonymes, voir Holloway.
Christopher Holloway (né le 5 février 1980 à Swansea) est un footballeur gallois. Il joue pour le club de Haverfordwest County. Il a été champion du pays de Galles en 2008.

## Palmarès
Llanelli AFC
- Championnat du pays de Galles
  - Champion : 2008
- Coupe du pays de Galles
  - Vainqueur : 2011
- Coupe de la Ligue du pays de Galles
  - Vainqueur : 2008